# Библиографознание
Библиографознанието (рус. библиографоведение) е научна дисциплина, изследваща закономерностите в появата, развитието и основните свойства на библиографската информация.
Наука, която се занимава с теориите, практиките, организациите и методиките на библиографската дейност и на библиогарфските източници, в които са отразени документи.

## Структура

### Теоретическо библиографознание
Теория на библиографията – занимава се с въпросите за обекта, предмета и методите на библиогарфията като област на научно-практическа дейност.

### Историческо библиографознание
Изучава произхода и развитието на библиографията като обществена дейност, на функциите, които изпълнява в историческото развитие на обществото.

### Методическо библиографознание
Разработва принципите и способите на библиографската дейност и на библиографските процеси, проучва и оценява библиографските материали като извори на информация.